# Nyíregyháza Spartacus FC
Nyíregyháza Spartacus FC – węgierski klub piłkarski z siedzibą w mieście Nyíregyháza. Obecnie klub uczestniczy w rozgrywkach Nemzeti Bajnokság I.

## Historia

### Chronologia nazw
Nyíregyházi Vasutas Sport Club
- 1928: Nyíregyházi Vasutas Sport Club
- 1940: Nyíregyházi MÁV Egyetértés
- 1948: Nyíregyházi Vasutas SE
- 1949: Nyíregyházi Vasutas SK
- 1949: Nyíregyházi Lokomotív
- 1954: Nyíregyházi Vasutas Sport Club
- 1977: Nyíregyházi Vasutas Spartacus Sportclub (fuzja z Nyíregyházi Spartacus Petőfi)
- 1992: Nyíregyházi Futball Club
- 1998: Nyírség-Spartacus FC
- 2003: Nyíregyháza Spartacus Football Club

Nyíregyházi Spartacus Petőfi
- 1905: Nyíregyházi Torna- és Vívó Egylet
- 1941: MOVE Szabolcs TSE
- 1945: Nyíregyházi MaDISz TE
- 1948: Nyíregyházi Dolgozók Szabolcs SE
- 1949: Nyíregyházi Elektromos
- 1951: Nyíregyházi Vasas Elektromos SK
- 1951: Nyíregyházi Építők
- 1958: Nyíregyházi Spartacus
- 1973: Nyíregyházi Spartacus Petőfi

### Powstanie klubu
Protoplasta klubu został założony pod nazwą Nyíregyházi Vasutas Sport Club w 1928. W obecnej formie klub istnieje od 1977 roku z połączenia Nyíregyházi VSC i Nyíregyházi Spartacus Petőfi.

### Lata 40.-70.
W sezonach 1946/47-1950 oba kluby z Nyíregyháza grały w tej samej grupie Nemzeti Bajnokság II. Później Nyíregyházi VSC grał w niższych ligach węgierskich, a Nyíregyházi Spartacus Petőfi rywalizował głównie w drugiej i trzeciej lidze.

### 1980.
W 1977 roku doszło do połączenia klubów Nyíregyházi VSC i Nyíregyházi Spartacus Petőfi w jeden klub, który zajął miejsce Nyíregyházi Spartacus Petőfi w trzeciej lidze. Po połączeniu klub szybko awansował do drugiej ligi. W 1980 roku klub awansował wreszcie do Nemzeti Bajnokság I. Swój pierwszy mecz rozegrał przeciwko Diósgyőri VTK - drużynie, która szybko stała się lokalnym rywalem z pobliskiego miasta Miszkolc. "Szpari" wygrali mecz 2-0. Na koniec sezonu zespół zajął 7 miejsce, najwyższe w dotychczasowej historii. W sezonie 1983/1984 klub spadł do 2 ligi.

### 1998-2005
Klub w końcu powrócił do NB I. w sezonie 1998/1999 i ukończył go na 13. miejscu. W następnym sezonie zespół był 9., a zmniejszenie ligi w sezonie 2000/01 z 16 do 12 drużyn spowodowało spadek mimo zajęcia 14. miejsca w sezonie 2000/2001.
W sezonie 2004/05 ligę znów powiększono do 16 drużyn dzięki czemu "Szpari" ponownie awansowali. Sezon 2004/05 zakończyli jednak na 15. miejscu, więc nastąpił ponowny spadek. Po dwóch sezonach Nyíregyházi Spartacus powrócił znów do węgierskiej ekstraklasy, wyprzedzając w tabeli swojej grupy II ligi sam Ferencvárosi TC. Kolejny spadek miał miejsce po sezonie 2009/10, w którym klub zajął 15. miejsce w lidze. Obecnie klub gra w Nemzeti Bajnokság II. 

## Osiągnięcia
- 7 miejsce w lidze w sezonie 1980/81.
- W lidze (12 sez. na 114): 1980/81-83/84, 1998/99-00/01, 2004/05, 2007/08-09/10, 2014/15

## Skład na sezon 2014/2015
| Nr | Poz. | Piłkarz              |
| -- | ---- | -------------------- |
| 1  | BR   | Alex Hrabina         |
| 4  | OB   | Gábor Jánvári        |
| 5  | OB   | Ferenc Fodor         |
| 7  | PO   | Igor Žofčák          |
| 9  | NA   | Krisztián Koller     |
| 10 | PO   | Mohamadou Abdouraman |
| 11 | NA   | Dato Dartsimelia     |
| 13 | OB   | Tamás Rubus          |
| 14 | PO   | Zoran Kostić         |
| 16 | NA   | L´Imam Seydi         |
| 19 | PO   | Dávid Pákolicz       |
| 21 | OB   | Zsolt Szokol         |

| Nr | Poz. | Piłkarz            |
| -- | ---- | ------------------ |
| 22 | OB   | Mihael Kovačević   |
| 26 | OB   | Deniss Ivanovs     |
| 28 | OB   | Zoltán Nagy        |
| 29 | PO   | István Sándor      |
| 35 | OB   | Predrag Bosnjak    |
| 47 | BR   | János Balogh       |
| 55 | PO   | Zurab Arziani      |
| 77 | PO   | László Pekár       |
| 78 | BR   | Wołodymyr Owsienko |
| 85 | OB   | Tamás Törtei       |
| 91 | NA   | Juraj Halenár      |
| 99 | PO   | László Rezes       |